# Hod ha-Karmel

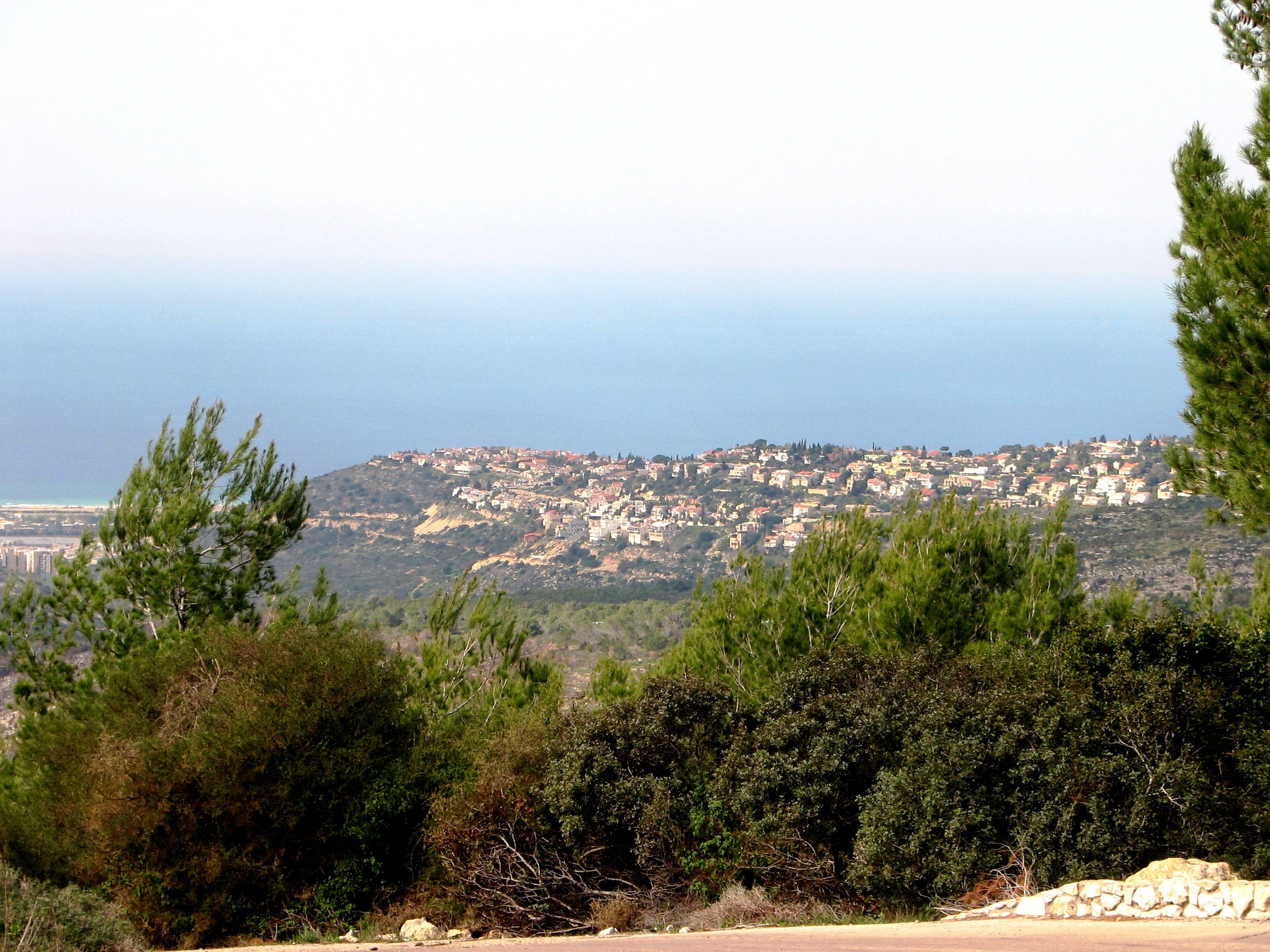
Západní výběžek zástavby v Hod ha-Karmel, v pozadí Středozemní moře

Hod ha-Karmel (hebrejsky: הוד הכרמל, doslova Nádhera Karmelu, též nazývána Denija, דניה) je čtvrť v jižní části Haify v Izraeli. Nachází se v administrativní oblasti Ramot ha-Karmel, v pohoří Karmel.

## Geografie
Leží v nadmořské výšce od 200 do 400 metrů, cca 5,5 kilometrů jižně od centra dolního města. Na severu s ní sousedí čtvrtě Ramat Golda, Ramat Almogi a Ramat Begin, na východě Savijonej ha-Karmel a Haifská univerzita. Má podobu podlouhlého sídelního pásu, který zaujímá vrcholové partie sídelní terasy. Tu ohraničují hluboká údolí, jimiž protékají četná vádí. Na jižní straně je to povodí Nachal Galim s přítokem Nachal Neder, na severu Nachal Ovadja. K východu se svažuje vádí Nachal Katija. Údolí těchto sezónních toků jsou souvisle zalesněna a jižně odtud již začíná volná zalesněná krajina pohoří Karmel. Severovýchodním okraje oblasti probíhá třída Sderot Aba Chuši (lokální silnice 672). Populace je židovská.

## Dějiny
Její výstavba započala v 60. letech 20. století. Plocha této městské části dosahuje 3,04 kilometru čtverečního). V roce 2008 tu žilo 4720 lidí (z toho 4670 Židů).